# Motivsuche
Motivsuche (Cercant un motiu) és un llargmetratge produït per la DEFA i dirigit per Dietmar Hochmuth el 1990.

## Argument
Berlín 1989: Rüdiger Stein és un director d'uns trenta anys i fins ara només ha fet documentals per a DEFA sobre persones grans i importants. Fa vuit anys que viu amb la seva parella Christa, té dos fills i un bonic pis. Només està insatisfet amb les pel·lícules que ha fet fins ara. Finalment vol fer una pel·lícula "real".
A l'oficina de benestar juvenil coneix en Klaus, de 17 anys, que viu amb el seu pare alcohòlic i vol el seu propi apartament. Quan li explica a l'editor sobre la seva xicota de la mateixa edat que espera un fill d'ell, veu que això és el material de la seva pel·lícula. La Manuela viu amb la seva mare i no sap qui és el seu pare, però probablement la seva mare tampoc ho sap. Tot s'ha pactat entre els implicats, fins i tot el supervisor Gerd de DEFA va estar d'acord després de molt de temps i es pot començar el rodatge. Mentrestant només han caigut en Klaus i la Manuela i no es pot fer la pel·lícula. Així que ara Rüdiger ha de fer una altra pel·lícula sobre algú que fa temps que ha mort, Philipp Melanchthon.
Quan el pare de Klaus mor sobtadament, se suposa que Rüdiger es convertirà en el seu tutor perquè encara no té divuit anys. Rüdiger està d'acord i ara té molt poc temps per a la seva família. Però veu l'oportunitat de tornar a realitzar el seu projecte cinematogràfic. També pot convèncer la Manuela perquè s'instal·li amb Klaus. Sempre hi ha problemes amb el rodatge, que ara ha de fer sense l'aprovació del seu cap, amb la brigada de paletes de Klaus. Per filmar el naixement del fill de Manuela, una de les escenes més importants del seu documental, irromp a la sala de parts amb l'ajuda d'un amic metge. Durant la gravació, el càmera cau perquè la Manuela rep una injecció i s'ha d'aturar el rodatge perquè la llevadora vol donar a llum el nadó en pau.
Mentrestant també hi ha problemes entre Rüdiger i Christa. Quan ell li diu que té una malaltia de transmissió sexual, de seguida admet que li va ser infidel. Com a resultat d'aquesta discussió, ella el fa fora perquè l'ha deixat sola tot el temps. Ara dorm al cotxe i després amb el seu avi a la residència de jubilats, al segon llit de l'habitació no ocupat en aquell moment. Com que ara ha renunciat a la seva companyia cinematogràfica, fa una entrevista en cinta amb el seu avi, que vol vendre a la ràdio. Però Klaus i Manuela també s'han separat de nou perquè té algú nou. Ara Rüdiger pot dormir amb Klaus. Com que necessita guanyar diners, és contractat com a cambrer en un vaixell d'excursió amb l'ajuda de la mare de la Manuela. Però només aconsegueix aquesta posició perquè tothom pensava que volia utilitzar aquest mètode per investigar la seva propera pel·lícula.

## Repartiment
- Peter Zimmermann: Rüdiger
- Arianne Borbach: Christa
- Dorothea Rohde: Manuela
- Mario Klaszynski: Klaus
- Lothar Bisky: Gerd
- Florian Martens: Andy
- Bärbel Bolle: mare de Manuela
- Dorothea Moritz: llevadora
- Andreas Scheinert: Metge sènior
- Jürgen Clasen: clergue
- Katja Erben: Lena
- Dietrich Fabienke: assistent de càmera
- Jochen Falk: Gaffer
- Roland Geppert: oficial de policia
- Dietmar Greksch: Ekke
- Frank Gruner: Franky
- Rex Gülzow: Ossi
- Beate Hanspach: Sra Kiefert

## Producció
Els trets exteriors van tenir lloc principalment a Berlin-Mitte, fins i tot al voltant del Gendarmenmarkt, Tucholskystraße, Auguststraße, Saalbau Friedrichshain i Plaça del Mercat de Wittenberg.
Motivsuche va ser rodada per l'estudi DEFA per a llargmetratges (Artistic Working Group “Johannisthal”) a ORWO-Color i es va estrenar el 7 de juny de 1990 al Kino International a Berlín. L'emissió televisiva va tenir lloc el 26 de gener de 1995 a ORB. Fou exhibida com a part de la secció oficial al Festival Internacional de Cinema de Sant Sebastià 1990.

## Crítica
El Lexikon des internationalen Films va escriure que es tracta d'una pel·lícula problemàtica que intenta copsar el tema de l'art i la veritat de manera irònica, però fracassa per la seva manca de densitat dramatúrgica.

## Premis
- 1990: 11è Premis del Festival Max Ophüls, Saarbrücken: Premi de patrocini
- 1990: 6è Festival Nacional de Llargmetratges de la RDA, Berlín: Foundlings Prize
- 1990: Premi de l'Associació Cinematogràfica. v.
- 1991: Acadèmia de les Arts de Berlín: premi de patrocini